# Nakuru (jezero)
Nakuru je slano jezero u Velikoj rasjednoj dolini, južno od grada Nakurua u Keniji. Jezero je najpoznatije po mnoštvu algi koje privlače milijune plamenaca, ali i veliki broj drugih životinja, zbog čega je 1961. godine, na području od 188 km² oko jezera, osnovan Nacionalni park jezera Nakuru. Ramsarska konvencija ga je zaštitila, a 2011. godine je, zajedno s drugim kenijskim jezerima Velike rasjedne doline (Bogoria i Elmenteita), upisano na UNESCO-ov popis mjesta svjetske baštine u Africi kao "sustav povezanih plitkih jezera jedinstvene ljepote koja su dom za 13 jako ugroženih vrsta ptica i najvažnije mesto ispaše malih plamenaca, ali i glavno gnijezdilište velikih pelikana na svijetu".

## Prirodne odlike
Jezero Nakuru se nalazi na 1754 m nadmorske visine i ima površinu od 5 do 45 km², ovisno o dobu godine i padalinama i njezinoj jedinoj pritoci, rijeci Njoro. Sustav kenijskih slanih jezera, kojemu pripada Nakuru, jedno je od mjesta u kojemu živi najveća raznolikost ptica na svijetu. Površina plitkog jezera Nakuru zna često biti pokrivena velikom ružičastom mrljom milijuna plamenaca u pokretu. Pored njih, u parku obitavaju i ugrožene vrste kao što su: velika čaplja, batoglavka, afrički štekavac (Haliaeetus vocifer), bjeloleđi orao (Aquila verreauxii) i pjegavi vodomar (Ceryle rudis).
U njegovoj okolici također obitavaju ugroženi sisavci kao što su Rothschildova žirafa, crni nosorog i bijeli nosorog, ali i drugi kao veliki kudu, lav, gepard, divlji pas, močvarna antilopa i piton. Nacionalni park Nakuru je nedavno i proširen, ali i ograđen ogradom, kako bi se zaštitila malena populacija crnih nosoroga (njih oko 25) od lovokradica. Nakuru je na južnoj strani svojim močvarama povezan na konzervat Soysambu koji predstavlja moguće mjesto širenja crih nosoroga i jedinu poveznicu sa zaštićenim područjem jezera Naivasha
- Jezero Nakuru 2003. god.
- Plamenci u jezeru
- Bijeli nosorog i plamenci
- Slap jezera Nakuru
- Žirafa u NP Nakuru

## Vanjske poveznice
|  | Zajednički poslužitelj ima još gradiva o temi Nakuru (jezero) |

- National Geographic – "Mysterious Kenya Flamingo Die-Offs Tied to Toxins, Study Says" (engl.) studeni 2002.